# Ménobu
Ménobu  ou Le Ménobu est un hameau du village de La Reid en province de Liège (Belgique). Administrativement il fait aujourd'hui partie de la commune et ville de Theux dans la province de Liège en Région wallonne (Belgique). Avant la fusion des communes, le hameau faisait partie de la commune de La Reid.

## Situation
Ce hameau ardennais se trouve sur la ligne de crête entre les vallées de la Vesdre et de l'Ourthe, à une altitude avoisinant les 350 m. Il s'étire le long de la route nationale 606 qui relie le sommet de la côte de Mont-Theux à Stoumont. Il avoisine les hameaux de Becco et Hautregard. Le village de La Reid se situe 2,5 km plus à l'est. 

## Description
Le hameau du Ménobu est globalement de construction récente et compte actuellement plus de 150 habitations de type pavillonnaire. Elles se situent le long de la N.606 (route du Ménobu) mais aussi dans un important lotissement créé dans un sous-bois (chemin des Hêtres, Grande et Petite Drêve, ...) ou encore aux lieux-dits Elnoumont et Bois Renard situés plus au nord.
À l'est du hameau, se trouve la 'gentilhommière de Verte-Fontaine' construite au début du XVIIe siècle dans un style renaissance mosane. La façade principale est réalisée en moellons de grès assisés et calcaire. La gentilhommière ne se visite pas.

## Activités et loisirs
Au nord du hameau, on peut visiter le parc Forestia (parc animalier et ludique).